# Mord założycielski
Mord założycielski – powieść z nurtu fantastyki socjologicznej autorstwa Edmunda Wnuka-Lipińskiego, wydana po raz pierwszy w 1989 roku. Stanowi ostatnią część Trylogii Apostezjonu o wyspiarskim, totalitarnym państwie Apostezjonie, w skład której wchodzą również Wir pamięci (1979) i wyróżniony Nagrodą im. Janusza A. Zajdla Rozpad połowiczny (1988). 

## Opis fabuły
Jest to jedyna część trylogii zawierająca wyraźne datowanie, jej akcja dzieje się w kwietniu 2044 roku. Od wydarzeń z dwóch poprzednich tomów minęło kilka lat. Po likwidacji Strefy, na której zakończyła się akcja Rozpadu połowicznego, w Apostezjonie nastąpiło nieznaczne rozluźnienie zasad codziennego życia. Dopuszczono legalną sprzedaż i konsumpcję alkoholu, a dodatkowo, zgodnie z zasadą chleba i igrzysk!, co roku organizowane są Zawody, w których cieszący się ogromną popularnością zawodnicy rywalizują ze sobą, często na śmierć i życie, w szeregu konkurencji. Znani z poprzednich tomów bohaterowie - Matilda, Jorgen, Claire, Długi i Grimaldi - żyją wśród temporystów. Z kolei Ira Dogow, przed operacją zmiany osobowości (opisaną w Wirze pamięci) żyjący jako Albert Wardenson, opuścił tę grupę i dołączył do najniższej klasy społecznej, a zarazem subkultury Apostezjonu - lovittów. Liczy, że choć obecnie ludzie ci żyją w skrajnej biedzie i na dramatycznie niskim poziomie intelektualnym, to odpowiednio poprowadzeni mogą stać się siłą, która zmieni Apostezjon. Tymczasem pułkownik Vittolini, który jeszcze jako kapitan prowadził w pierwszym tomie śledztwo w sprawie zaginięcia Dogowa, już jako zastępca szefa wszechpotężnych służb specjalnych planuje zamach stanu. 